# Territorialregion

Territorialregionen Schweiz:,,,

Die Territorialregion (Ter Reg) ist eine Organisationseinheit (sog. Grosser Verband) der Schweizer Armee.

## Gliederung
Die Territorialregionen dienen als regionales Bindeglied zu den Kantonen und verfügen über das spezifische Wissen in ihrem Raum. Gemäss Art. 4 der Verordnung über die territorialen Aufgaben der Armee (VTA) besteht für die Aufteilung der Zuständigkeit eine Gliederung in vier Territorialregionen, denen die Kantone wie folgt zugeordnet werden:
Territorialregion 1 (Reg ter 1)
- Westschweiz: Kantone Bern, Freiburg, Genf, Jura, Neuenburg, Waadt, Wallis

Territorialregion 2 (Ter Reg 2)
- Nordwest- und Zentralschweiz: Kantone Aargau, Basel-Landschaft, Basel-Stadt, Luzern, Nidwalden, Obwalden, Solothurn

Territorialregion 3 (Ter Reg 3)
- Zentral- und Südostschweiz: Kantone Graubünden, Schwyz, Tessin, Uri, Zug

Territorialregion 4 (Ter Reg 4)
- Ostschweiz: Kantone Appenzell Innerrhoden, Appenzell Ausserrhoden, Glarus, St. Gallen, Schaffhausen, Thurgau, Zürich

Das Departement für Verteidigung, Bevölkerungsschutz und Sport (VBS) kann auf Antrag des Oberbefehlshabers bzw. des Chefs der Armee einsatzbedingt Änderungen der Grenzen der territorialen Einsatzräume vornehmen (Art. 4 Abs. 3 VTA).

## Organisation
Eine Territorialregion wird von einem Höheren Stabsoffizier im Range eines Divisionärs geführt. Sie besteht aus dem Stab (Stab Ter Reg), den kantonalen territorialen Verbindungsstäben (KTVS, je 1 pro Kanton) sowie mehreren unterstellten Truppenkörpern. In der Grundkonfiguration fest zugeteilt sind ihr je ein Führungsunterstützungsbataillon (FU Bat), ein Katastrophenhilfebataillon (Kata Hi Bat) sowie ein Geniebataillon (G Bat). Zwei der vier Ter Reg verfügen über kein G Bat, dafür über ein zweites Kata Hi Bat. Im Rahmen der Grundbereitschaft können der Ter Reg zusätzliche Bataillone zugewiesen oder unterstellt werden.

## Aufgaben
Die Territorialregion führt die subsidiären Armeeeinsätze in ihrem Raum und koordiniert die zivil-militärische Zusammenarbeit (ZMZ, vgl. Art. 5 VTA). Sie kann im Verteidigungsfall mit unterstellten Verbänden für Operationen zum Schutze der Bevölkerung, der Infrastruktur und des rückwärtigen Operationsraumes eingesetzt werden.

## Geschichte
Die Territorialregionen sind aus den Territorialzonen (Ter Zo) hervorgegangen. Sie sollen mit der Weiterentwicklung der Armee ab 2017 (wieder) zu Territorialdivisionen (Ter Div) werden, denen zusätzlich Infanteriebataillone unterstellt werden.